# Cycloramphus diringshofeni
Cycloramphus diringshofeni ou Rã-de-cachoeira é uma espécie de anfíbio  da família Cycloramphidae.

## Área de Ocorrência
Cycloramphus diringshofeni é uma espécie endêmica do Brasil, encontrada no bioma Mata Atlântica, na região Sul do país. O registro confirmado é restrito ao município de São Bento do Sul, estado de Santa Catarina.

## População
A espécie foi descrita com base em um único exemplar coletado em São Bento do Sul por Bokermann (1957). No total, existem apenas oito exemplares conhecidos, sendo quatro depositados em coleções nacionais e os demais no Zoologisches Museum Berlin e na coleção Zoologisches Staatssammlung München . Não há registros de coleta nos últimos 60 anos, apesar dos esforços recentes de amostragem.

## Ameaças
A principal ameaça à espécie é a perda de habitat, causada pela conversão de áreas de vegetação nativa em plantios de Pinus e banana, além da expansão urbana. Essas atividades contribuem para o declínio contínuo na qualidade do habitat.

## Estado de Conservação
O ICMBio categorizou a espécie como Criticamente em Perigo (CR) pelo critério B1ab(iii).